# 吉多島
吉多島（英語：Guido Island）是南極洲的島嶼，屬於威廉群島中沃沃曼斯群島的一部分，處於普賴雷斯島東北面2公里，在1950年被繪入阿根廷地圖，現時由南極條約體系管理。